# Belovar Zlatarski
Belovar Zlatarski – wieś w Chorwacji, w żupanii krapińsko-zagorskiej, w gminie Bedekovčina. W 2011 roku liczyła 102 mieszkańców.